# Pouilly-le-Monial
Pouilly-le-Monial là một xã thuộc tỉnh Rhône trong vùng Auvergne-Rhône-Alpes phía đông nước Pháp. Xã này nằm ở khu vực có độ cao trung bình 290 mét trên mực nước biển.